# 齐天镇
齐天镇，是中华人民共和国四川省德阳市绵竹市曾经下辖的一个镇。2019年12月，撤销齐天镇，将其所属行政区域划归紫岩街道管辖。

## 行政区划
齐天镇撤销前下辖以下地区：
文康社区、圣寿村、兴民村、圣新村、蒲柳村和双坪村。